# جوزيف فنجر
جوزيف فنجر (بالألمانية: Josef Finger)‏ (و. 1841 – 1925 م) هو رياضياتي، وفيزيائي، وأستاذ جامعي من الإمبراطورية النمساوية . ولد في بلزن .

## مناصب وهيئات
أدار جامعة فيينا.